# Touring

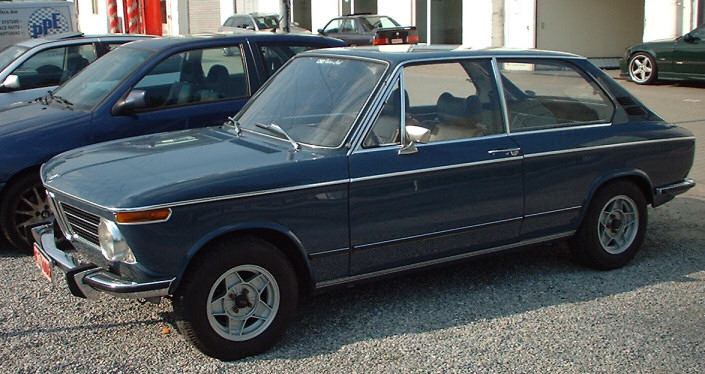
BMW 2002 Touring.

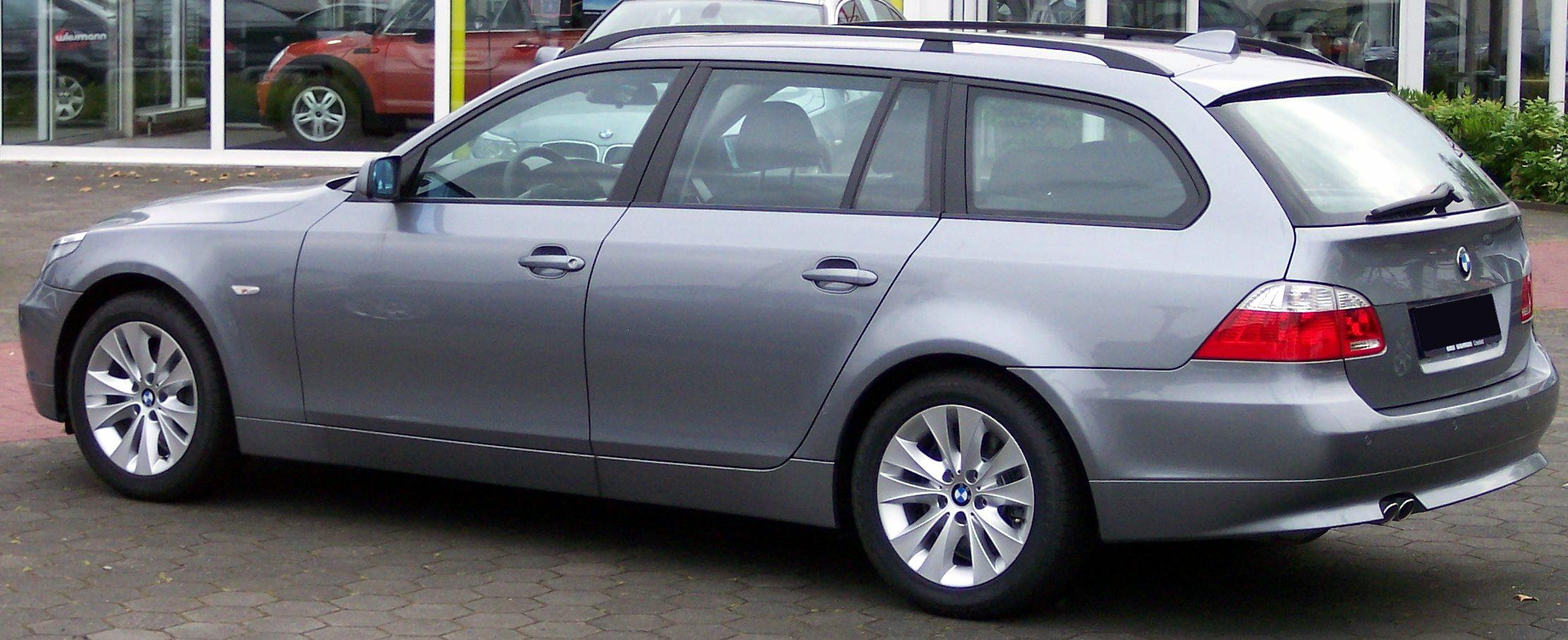
BMW 5-serie Touring E61.

Touring är BMW:s namn på företagets kombimodeller. Första gången namnet användes var på BMW 2002:s halvkombivarianter. I slutet av 1980-talet började man på nytt använda "Touring" när BMW lanserade sina första riktiga kombivarianter i 3-serien och 5-serien. 